# کرومووو (استان اوپوله)
کرومووو (به لهستانی: Kromołów) یک منطقهٔ مسکونی در لهستان است که در گمینا والتسه واقع شده‌است. کرومووو ۴۶۹ نفر جمعیت دارد.